# پرویز تناولی
پرویز تناولی (زادهٔ ۳ فروردین ۱۳۱۶) مجسمه‌ساز، نقاش، پژوهش‌گر و مجموعه‌دار ایرانی است. از وی به عنوان یکی از پیش‌گامان مکتب سقاخانه یاد می‌شود. وی از شناخته‌شده‌ترین هنرمندان ایرانی است. مجموعه مجسمه‌های «هیچ»، «دست‌ها» و «قفل و قفس» در زمره معروف‌ترین آثار پرویز تناولی قرار دارند.
مجموعه مجسمه‌های «هیچ»، محبوبیت زیادی در حراج‌های بین‌المللی خرید و فروش آثار هنری دارد. از این روی، برخی از مجموعه‌داران هنری و مشهورترین موزه‌های جهان، اقدام به جمع‌آوری آثار پرویز تناولی برای مجموعه‌های‌شان کرده‌اند. مجسمه‌ای از وی به نام پرسپولیس در سال ۱۳۸۷ با رکورد بی‌سابقه دو میلیون و ۵۰۰ هزار دلار در حراج کریستی به فروش رفت.
پرویز تناولی همچنین کارشناس فرش‌ها و بافته‌های عشایری است و به دلیل معرفی گبه در ایران و خارج از ایران به عنوان پدر گبه شناخته می‌شود.
تناولی استاد مدعو در کالج هنر مینیاپولیس، از اعضاء بنیان‌گذار و استاد مجسمه سازی در هنرکده هنرهای تزئینی و نیز استاد تمام دانشکده هنرهای زیبای دانشگاه تهران است.

## زندگی
پرویز تناولی در سوم فروردین ماه سال ۱۳۱۶ در تهران و در محله دروازه شمیران در یک خانواده متوسط به‌دنیا آمد. وی از سنین ده تا یازده سالگی فعالیت هنری خود را با نوازندگی ویولن زیر نظر استادانی چون نیک نواز و ابوالحسن صبا آغاز کرد. تناولی تحصیلاتش را در دبیرستان ادیب ادامه داد. هنگام تعطیلی دبیرستان به هنرستان کمال‌الملک می‌رفت. در سال ۱۳۳۲ هنرستان هنرهای زیبا در تهران تأسیس شد و او در رشتهٔ مجسمه‌سازی نام‌نویسی کرد. وی پس از گذراندن دوره سه ساله مجسمه‌سازی در هنرستان هنرهای زیبا در سال ۱۳۳۵ به ایتالیا رفت و در آکادمی هنرهای زیبای شهر کارارا مشغول به تحصیل شد. بعد از دو سال مقدار پولی که وی از طریق تدریس موسیقی و کمک‌های مالی خانواده‌اش پس‌انداز کرده بود تمام شد و در سال ۱۳۳۶ مجبور شد به ایران بازگردد.
او خود می‌گوید:

«بازگشت به تهران گر چه ناشی از ضرورت فراهم کردن پول یا شاید گرفتن یک بورس بود، اما عملاً فرصت‌های خوبی برای من به‌وجود آورد. در مدت چند ماهی که در تهران ماندم کارهای زیادی ساختم و دو نمایشگاه تشکیل دادم. در نمایشگاه اول طرحِها و حکاکی‌هایی که عمدتاً در ایتالیا اجرا کرده بودم نشان دادم. بیشتر این طرح‌ها را از روی مدل کشیده بودم، اما تعدادی طرح هم که در تهران از دسته‌های سینه‌زنی تهیه کرده بودم، کنار آنها به نمایش گذاشتم. موضوع حکاکی‌ها عمدتاً حمام‌های عمومی یا نوازندگان دوره‌گرد بود. علاوه بر آن کارهای منوچهر شیبانی شاعر و نقاش نیز در آنجا به نمایش درآمده بود.»

تناولی در دی ماه ۱۳۳۶، آثاری کاملاً متفاوت شامل حکاکی‌ها، مجسمه‌های سفالی و مجسمه‌های ساخته شده از آهن‌قراضه‌ها را در تالار به نمایش گذاشت. این نخستین بار در ایران بود که مجموعه‌ای از آثار یک مجسمه‌ساز به نمایش درمی‌آمد.
پس از برگزاری این نمایشگاه بود که در اواخر سال تناولی با وزیر فرهنگ آن زمان، مهرداد پهلبد، آشنا شد و توانست از وزارت فرهنگ (آموزش و پرورش) بورسی برای ادامه تحصیلاتش در ایتالیا بگیرد. این بار او به میلان رفت و قریب به دو سال در آکادمی بررا (Brera) نزد مارینو مارینی مجسمه‌ساز برجسته ایتالیایی آموزش دید. او در سال ۱۳۳۸ دیپلم خود را با کسب مقام اول به لحاظ برتری نمرات تحصیلی از آکادمی بررا دریافت نمود و شانزده اثر او به عنوان بهترین آثار یک فارغ‌التحصیل مجسمه‌ساز آن سال در گالری ری ماگل (Re Magl) شهر میلان به نمایش گذاشته شد.
در همین ارتباط رناتو گوتسونی Ronato Guzzoni دربارهٔ او نوشت: «پرویز تناولی مجسمه‌ساز، صاحب نعمت خود شناسایی است که همه کس از آن برخوردار نیست. قصهٔ الهامات او ریشه‌هایی دارد که به حکایات قدیم ایرانی مربوط می‌شود. مجسمه‌سازی در ایران طی قرنها متروک مانده بود و جای آن را هنرهای تزیینی مانند قالیبافی، گچبری، کاشیکاری و… گرفت. این هنرها با آن که به نهایت ظرافت خود رسید، جای مجسمه‌سازی را نتوانست پر کند. پرویز ایرانی جای خالی هزار سال را پر کرده‌است…»
مجسمه‌های پرویز تناولی یک فرق عمده با مجسمه‌های دیگران دارد. مجسمه اساساً به معماری ظاهری‌اش متکی است، اما تناولی در مجسمه‌های‌اش به فضا و شکل درونی مجسمه اهمیت می‌دهد. یک فضای درونی راز آلود که بر شکل بیرونی مجسمه تأثیر می‌گذارد و نشان این رازآلودگی، قفل و بست و زبانه‌هایی است که در اعضا و جوارح مجسمه‌ها کار می‌گذارد یا به وجود می‌آورد.
پرویز تناولی از جمله کارشناسان فرش ایرانی و بافته‌های عشایری نیز محسوب می‌شود. او سال‌های زیادی برای شناخت گبه، میان عشایر و روستاییان رفت‌وآمد داشت و سرانجام با چاپ مقاله‌ای پژوهشی در لندن در سال ۱۹۸۳م، آن را به جهانیان معرفی کرد.
او همچنین مجموعه‌ای از جواهرات را طراحی و ساخته‌است که با استقبال خوبی مواجه بوده‌است.

## آثار

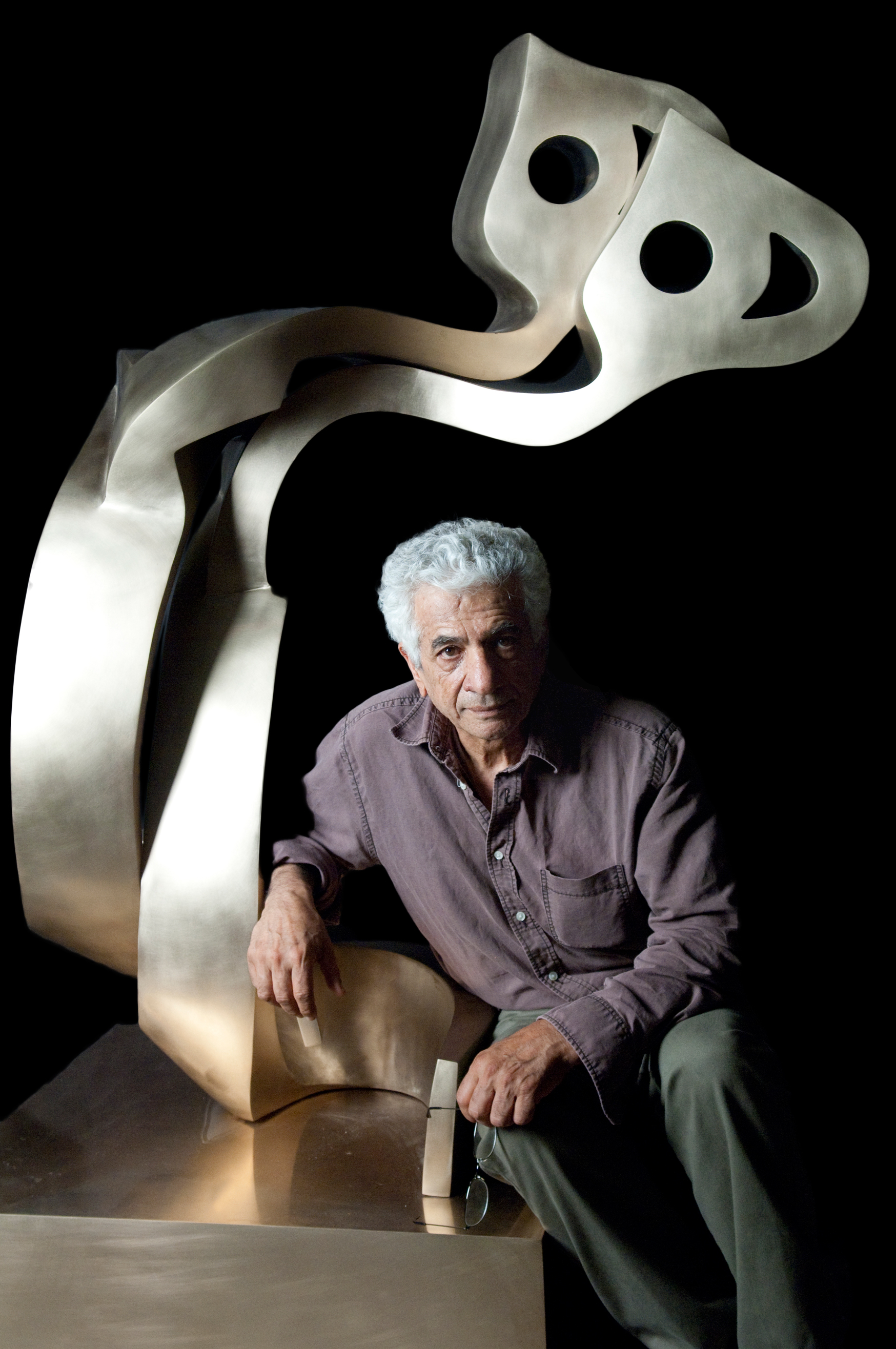
تناولی به همراه یکی از مجسمه های هیچ

مجموعه مجسمه‌های «حجم‌های هیچ»، «دست‌ها»، «قفل و قفس» و «شاعر» را می‌توان در زمره معروف‌ترین آثار تناولی قرار داد.
مجسمه «فرهاد کوهکن» که در سمت جنوب غربی محوطه تئاتر شهر نصب گردیده از مجموعه مجسمه‌های «شاعر» این مجسمه‌ساز است.
اثر پرسپولیس وی در حراج کریستی در دبی، به مبلغ دو میلیون و ۸۴۱ هزار دلار بفروش رفت که در تاریخ حراج کریستی در خاورمیانه، رکوردی بی‌سابقه است.
از دیگر آثار وی می‌توان به اثر شاعر ایستاده اشاره کرد.
همچنین ۱۴ مجسمه از آثار او در تهران، شیراز و اصفهان نصب شده است. ۱۳ مجسمه دیگر او در موزه‌های هنر مدرن وین و نیویورک،پارک المپیک سئول،انستیتو مینیاپولیس، لندن، داکار و غیره نصب شده است.

## بنیان‌گذار مدال هنری در ایران
پرویز تناولی "بنیان‌گذار مدال هنری در ایران "ساخت جواهرات را از سال۱۳۴۹ آغاز کرد، نامبرده برای خلق آثار هیچ محدودیت و مقیاسی نداشته آثاری با ابعاد متفاوت خلق کرده، تنها مدالهایِ هنری، که جامعه هنر، از ایران دیده بود، آثار استاد بود و ایشان، اولین هنرمند ایرانی است، که مدال را به عنوان شیوه ای از بیان، به کار گرفته و این شیوه را به نسل جوانِ ایران فرا داده‌است.
با برگزاری نمایشگاه‌های جواهرسازی و مجسمه‌سازی در ایران توسط شاگردان پرویز تناولی، مدال‌های هنری هم به چشم می‌خورند؛ و این رویکرد مدال هنری را، ایران و هنرجویان پرویز تناولی مدیون ایشان می‌باشند که به راستی نقش به سزایی در انتقال مفاهیم ریشه ای، فرهنگی، تاریخی، خلاقانه برای حال و آینده را داشته‌است.

## خانه موزه تناولی
در سال ۱۳۸۱ موزۀ هنرهای معاصر تهران از آثار مجسمه‌های تناولی، نمایشگاهی با عنوان «پیشگامان هنر نو» برگزار کرد که به‌سبب ارزشمند بودن این مجموعه، ملک‌مدنی، شهردار وقت تهران، پیشنهاد کرد تا مجسمه‌های هنرمند در یک موزه گردآوری شود؛ با توافق تناولی، شهرداری تصمیم گرفت خانۀ وی را به‌منظور تأسیس موزه برای آثارش بخرد. خانه را به نصف قیمت اصلی و با گرفتن پیش‌پرداخت اولیه، در اختیار شهرداری تهران قرار داد.
به همراه خانه، که تنها منزل مسکونی‌ای است که کامران دیبا طراحی کرده است و خود از مهمترین نمونه‌های معماری پیش از انقلاب به شمار می‌آید، نزدیک به صد اثر نیز در این موزه قرار گرفت که نیمی از آنها را شهرداری خریداری و نیمی دیگر را هنرمند اهداء کرد.
در تاریخ ۳۰ اردیبهشت‌ماه ۱۳۸۲، «موزۀ پرویز تناولی» در مراسم افتتاحیۀ باشکوهی با حضور سفرا، مقامات و هنرمندان نامی کشور گشایش یافت و با استقبال دانشجویان و طرف‌داران وی روبه‌رو شد؛ اما پس از ده روز شهردار تهران تغییر کرد و با شهردارشدن محمود احمدی‌نژاد، شهرداری تهران موضوع موزه را منتفی اعلام و قرار شد که ساختمان به به مسجد بدل شود. تناولی با این تصمیم مخالفت، و به دادگاه شکایت کرد و در پی ۶ سال پیگیری، سرانجام در ۱۳۸۸ ش دادگاه به نفع پرویز تناولی رأی داد.
هرچند ساختمان این موزه به تناولی عودت داده شد ولی سرنوشت بیش از صد قطعه‌ای که در این موزه قرار گرفته بود و به انبار شهرداری انتقال داده شدند، همچنان مبهم است.

## خیابان استاد پرویز تناولی
شهرداری منطقه یک در سال ۱۳۹۹ هجری شمسی خیابان مینا که در مجاورت پمپ بنزین نیاوران حد فاصل خیابان نیاوران تا خیابان پورداد قرار دارد را بنام استاد پرویز تناولی تغییر نام داد.

## ممنوع‌الخروجی
وی به اتهام تشویش اذهان عمومی و نشر اکاذیب صبح روز ۲۰ تیرماه ۱۳۹۵ ممنوع‌الخروج شد.

## تالیفات
پرویز تناولی حاصل پژوهش‌های خود را در مقاله‌ها و کتاب‌های متعددی به چاپ رسانده‌است ازجمله:
- «قالیچه‌های تصویری» که سال ۶۸ توسط انتشارات سروش منتشر شده‌است او در پیش‌گفتار این کتاب دربارهٔ آن نوشته: «وجه تشخص قالیچه‌های تصویری در مقایسه با سایر قالی‌های ایرانی موضوع آنهاست. این قالیچه‌ها به جای نقش و نگارهای سنتی و معمول، به انسان و گاه حیوان در قیاس‌های غیرمعمول می‌پردازند که این شیوه در سنت فرش‌بافی ایران بی‌سابقه است.»
- «قفل‌های ایران» این کتاب از مجموعه هنرهای از یاد رفته ایرانی و شامل ۷۰۰ قطعه عکس از قفل‌های ایران از دوره ساسانیان تا دوره قاجار است. موضوع «قفل‌های ایران» را به زبان انگلیسی نوشتم که در واشینگتن به چاپ رسید و با استقبال فراوانی روبرو شد. پس از آن، تحقیقاتم را در این باره تا امروز ادامه دادم که حاصل آن کتاب تکمیل‌شده و بسیار جامعی دربارهٔ قفل‌های ایران شده‌است.» تناولی در سال ۱۳۵۶ خ/۱۹۷۷ م. به زبان انگلیسی کتابی نوشته بود به نام Locks from Iran که در واشینگتن به چاپ رسید این کتاب حاصل تکمیل تحقیقات او در این زمینه پس از ۳۴ سال است.[۲۲][۲۳]
- کتاب «طلسم گرافیک سنتی ایران» شامل چهار بخش علوم غریبه، تقویم، طلسم و تعویذ و نقش جانوران و مخلوقات عجیب است که با آغاز کار، پیشگفتار، پایان کار، یادداشت‌ها و کتابشناسی مختصر علوم غریبه کامل شده‌است. چاپ اول این کتاب در سال ۱۳۸۵ بوده که به آن عکس‌های تناولی افزوده شده‌است.[۲۴]

## تالیفات درباره پرویز تناولی
آثار متعددی درباره تناولی به زبان‎‌های مختلف نوشته شده است، از ان جمله میتوان به آثار زیر اشاره کرد:
- کتاب Solace of Lovers. Trost Der Liebenden، نویسندگان طرلان رفیعی، یاشار صمیمی مفخم، پیتر آسمَن، انتشارات موزه ایالتی تیرول (Tiroler Landesmuseen)، اتریش، ISBN 978-3-7099-8119-1
- کتاب پرویز تناولی و شیرهای ایران، نویسندگان ونشا پورتر، دیوید گالووی، بهزاد حاتم، پرویز تناولی، جان کرتیس، وستا سرخوش کرتیس، سوسن بابایی، نشر نظر، شابک: 3-241-152-600-978
- کتاب Parviz Tanavoli: Poet in Love، انتشارات Austin/Desmond Fine Art، لندن، ISBN 978-1-872926-35-3
- کتاب مجموعه آثار پرویز تناولی، نویسندگان چالرز پوکوک و ثمر فاروقی، انتشارات Meem، امارات متحده عربی، ISBN 978-1-907051-03-6
- کتاب Persian Steel، نویسندگان جیمز آلن و برایان گیلمور، انتشارات دانشگاه آکسفورد، آکسفورد، ISBN 9780197280256
- کتاب Parviz Tanavoli: Sculptor, Writer & Collector ، نویسنده دیوید گالووی و جیمز آلن، انتشارات هنر ایران، تهران، ISBN 9789649140346